# Stenothyrsus
Stenothyrsus, monotipični biljni rod iz porodice primogovki smješten u tribus Ruellieae, dio potporodice Acanthoideae. Jedina vrsta je S. ridleyi, endem iz poluotočne Malezije. Opisan je u Journal of the Asiatic Society of Bengal. Part 2. Natural History 74: 650. 1908. 